# Siège de Leyde (1574)
Guerre de Quatre-Vingts Ans
Batailles
- Chronologie de la guerre de Quatre-Vingts Ans
- Valenciennes
- Austruweel
- Rheindalen
- Heiligerlee
- Jemmingen
- Jodoigne
- Brielle
- 1er Flessingue
- Malines
- Goes
- Mons
- Haarlem
- 2e Flessingue
- Borsele
- Zuiderzee
- Alkmaar
- Leyde
- Reimerswaal
- Mook
- Lillo
- Zierikzee
- 1er Anvers
- 1er Bréda
- Gembloux
- Rijmenam
- 1er Deventer
- Maastricht
- 2e Bréda
- Açores
- 2e Anvers
- 3e Anvers
- Boksum
- Zutphen
- 1er Berg-op-Zoom
- Gravelines
- 3e Bréda
- 2e Deventer
- Groningue
- Huy
- 1er Groenlo1
- 2e Groenlo
- Turnhout
- Nieuport
- Ostende
- L'Écluse
- 3e Groenlo
- Saint-Vincent
- Gibraltar
- Saint-Vincent (1621)
- 2e Berg-op-Zoom
- 4e Bréda
- 4e Groenlo
- Matanzas
- Bois-le-Duc
- Abrolhos
- Slaak
- Maastricht
- 5e Bréda
- Cabañas
- Calloo
- Les Downs
- Saint-Vincent (1641)
- Hulst
- Cavite

Le siège de Leyde (en néerlandais : Beleg van Leiden), qui a lieu du 30 octobre 1573 au 3 octobre 1574, est mené par les troupes espagnoles commandées par Francisco de Valdez durant la guerre de Quatre-Vingts Ans. Il se solde par une victoire hollandaise.

## Histoire
Après la prise de la cité par les rebelles en 1572, la ville était protégée par des fortifications modernes et ne pouvait être prise qu'à la suite d'un siège prolongé.
La prise de la cité de Leyde ouvrait une possibilité d'en terminer avec la rébellion, car son contrôle aurait fait tomber Delft et séparé les rebelles des provinces de Hollande (Septentrionale et Méridionale) de la Zélande. Elle rendrait difficiles les échanges entre les ports de Zélande et le reste des provinces. Le maître de camp Francisco de Valdez est aidé par des catholiques hollandais loyaux à la Couronne grâce à des cartes et conseils.

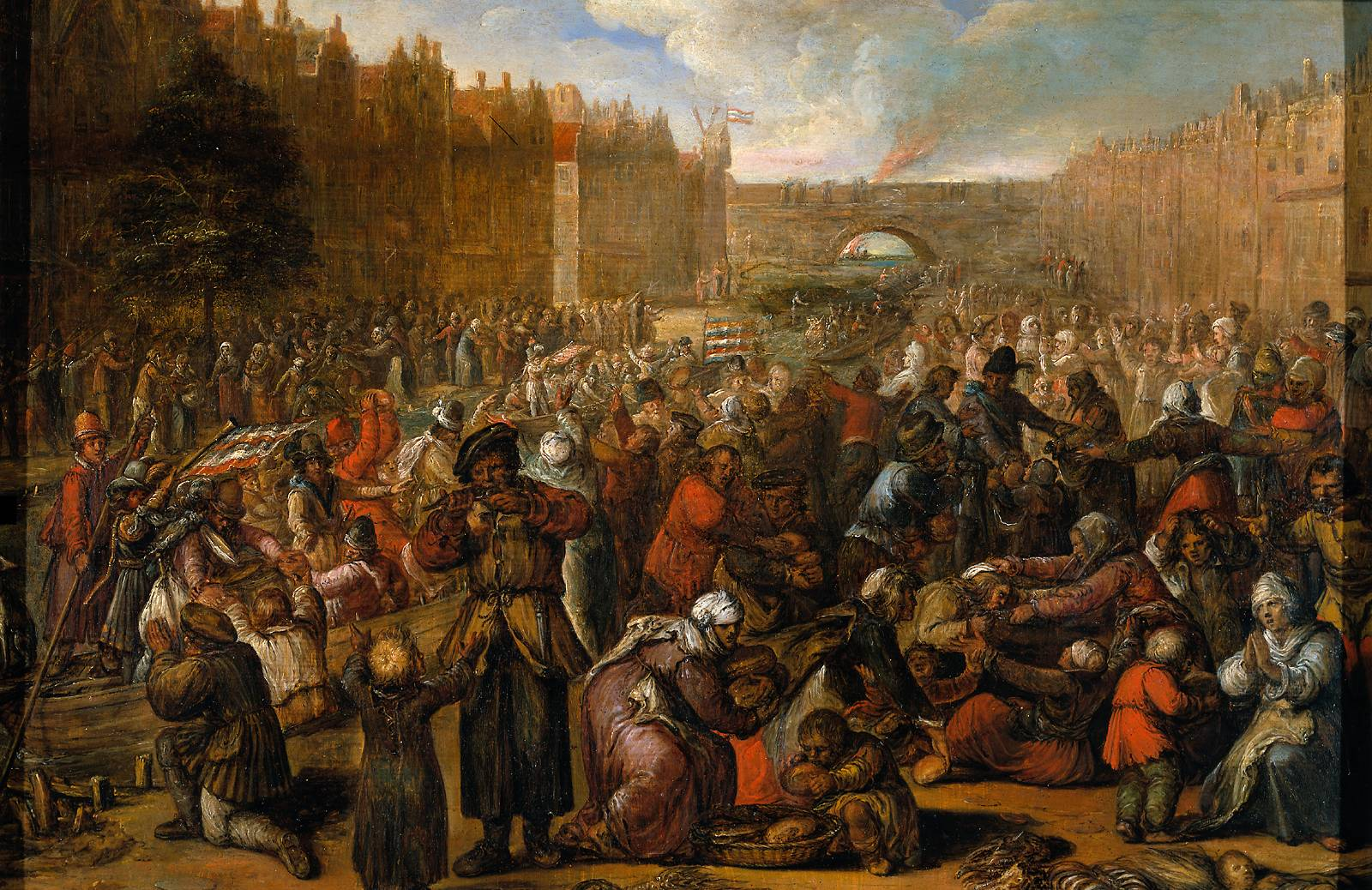
Tableau de la fin du siège de Leyde et de son ravitaillement, d'Otto van Veen (1574).

Après avoir réduit la mutinerie des tercios espagnols en avril 1574, Valdez se dirige vers la ville à la suite de la bataille de Mook le même mois perdue par les forces de Louis de Nassau, enlevant les forts d'Alfen et Masencluse qui protégeaient son accès. Les rebelles, menées par le bourgmestre Pieter Adriaansz. van der Werff et les commandants militaires, avaient rompu des digues auparavant, ce qui fait que la cité était protégée par un kilomètre de terres inondées.
Dans le même temps, les États de Hollande votent en désespoir la proposition de Guillaume d'Orange d'inonder le sud de la Hollande afin de contrer les Espagnols.
Le 11 septembre, une flotte de rebelles, gueux de mer et mercenaires, menée par l'amiral Louis de Boisot, entre depuis la mer par les terres inondées dans le but de rompre les digues successives pour accéder au canal principal et entrer ainsi dans Leyde avec des provisions, chose qu'ils réussissent à faire le 3 octobre, forçant Valdez à se retirer tôt le matin. 

## Postérité

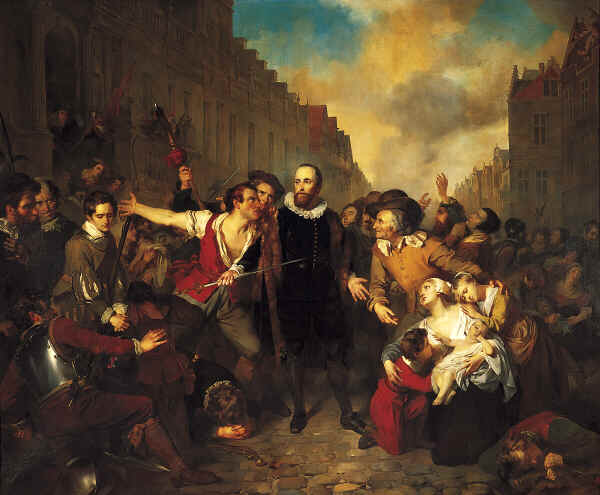
Le Dévouement du bourgmestre de Leyde par Gustave Wappers (1829).

La ville de Leyde continue à célébrer la date anniversaire de la fin du siège, le 3 octobre par une fête annuelle à Leyde officiellement organisée depuis 1886.
L'artiste belge Gustave Wappers représente en 1829 Le Dévouement du bourgmestre de Leyde, un épisode du siège de Leyde, au cours duquel le bourgmestre Pierre van der Werff offre de payer de sa vie la demande des citoyens révoltés invitant le bourgmestre à leur donner du pain ou à se rendre. L'œuvre, exposée à Bruxelles en 1830, fait partie de la collection du Centraal Museum à Utrecht et elle est exposée au Musée De Lakenhal à Leyde, aux Pays-Bas.
Les citoyens qui avaient résisté au siège en inondant leurs champs sont interrogés par Guillaume d'Orange qui désirait leur offrir une compensation. Ils sollicitent la création de l'université de Leyde, qui est fondée l'année suivante et fonctionne toujours en tant qu'université la plus ancienne des Pays-Bas.